# Gyrus rectus
De gyrus rectus of rechte winding is een hersenwinding aan de onderzijde van de frontale kwab van de grote hersenen.